# محمدشهر
محمدشهر شهری در استان البرز ایران است.
محمدشهر در بخش مرکزی شهرستان کرج قرار دارد. محمدشهر در ۱۰ کیلومتری جنوب شهر کرج و ۴۰ کیلومتری جنوب غربی شهر تهران واقع شده است. محمدشهر از شمال به منطقه ۲ شهرداری کرج، از شرق با مشکین‌دشت، از غرب به مهرشهر و از جنوب به ماهدشت محدود می‌شود.
محمدشهر در سال ۱۳۷۵ با جمعیتی بالغ بر ۶۵۰۰۰ نفر در جنوب غربی تهران و جنوب کرج از به هم پیوستن چندین روستا و آبادی ایجاد شد. مجاورت با پایتخت، اقلیم مناسب و ایجاد شهرک‌ها و مراکز دولتی و نظامی در پیرامون این منطقه بعد از انقلاب ۵۷ از دلایل گسترش این شهر بوده است.
اراضی روستاهای محدوده محمدشهر تا پیش از اصلاحات ارضی کاربری کشاورزی و باغی داشت و عمدتاً به مالکان بزرگ و خان‌ها تعلق داشت؛ پس از اصلاحات ارضی این زمینها بین کشاورزان و ساکنان منطقه تقسیم شد. گسترش و رشد جمعیت این منطقه که عمدتاً ناشی از مهاجرپذیری بود از سال ۱۳۵۵ به دلیل تحولات رخ داده در کشور صورت گرفت.

## نام
نام این شهر از روستای محمدآباد که مرکز دهستان محمدآباد در محدوده مرکزی محمدشهر کنونی بود گرفته شده است، که همزمان با ارتقای این محدوده به شهر در سال ۱۳۷۵ شمسی به محمدشهر تغییر نام یافت.

## تاریخچه
تا قبل از تشکیل شهر، این منطقه از چند روستا و سکونتگاه کوچک تشکیل شده بود که عمدتاً به مالکان بزرگ و خان‌ها تعلق داشت. پیشینه تشکیل تعدادی از این سکونتگاه‌ها همچون ولدآباد و محمدآباد به حدود دویست سال قبل از شهر شدن این منطقه بر می‌گردد که به دلیل وجود باغهای اربابی که در کنار نهرها و قنات‌ها استقرار داشتند و به مرور زمان گسترش یافتند.
روستای محمدآباد در سرشماری عمومی سال ۱۳۳۵ به عنوان یک سکونتگاه روستایی با جمعیت ۱٫۳۲۵ نفر در جنوب غربی تهران و جنوب کرج قرار داشته است اقتصاد این روستا بر پایه کشاورزی و دامداری استوار بوده است. تاحدود ۲ دهه بعد تغییری در وضعیت این محدوده ایجاد نشد و این روستا، روستایی کوچک و جزو استان مرکزی آن دوره بود. پس از سال ۱۳۴۵ با انجام اصلاحات ارضی و تقسیم زمین‌ها بین کشاورزان و سپس تبدیل روستای محمدآباد به مرکز دهستانی به که همین نام بود، تأسیس و راه اندازی کارخانجات وابسته به تولیدات کشاورزی از جمله شرکت شمشاد، پارس چوب و زمزم ایران و در ادامه تأسیس برخی از موسات دولتی همچون مؤسسه مهندسی زراعی، نهالستان و برخی تأسیسات وابسته به دانشگاه تهران به رشد سریع این منطقه در دهه‌های بعدی کمک کرد.

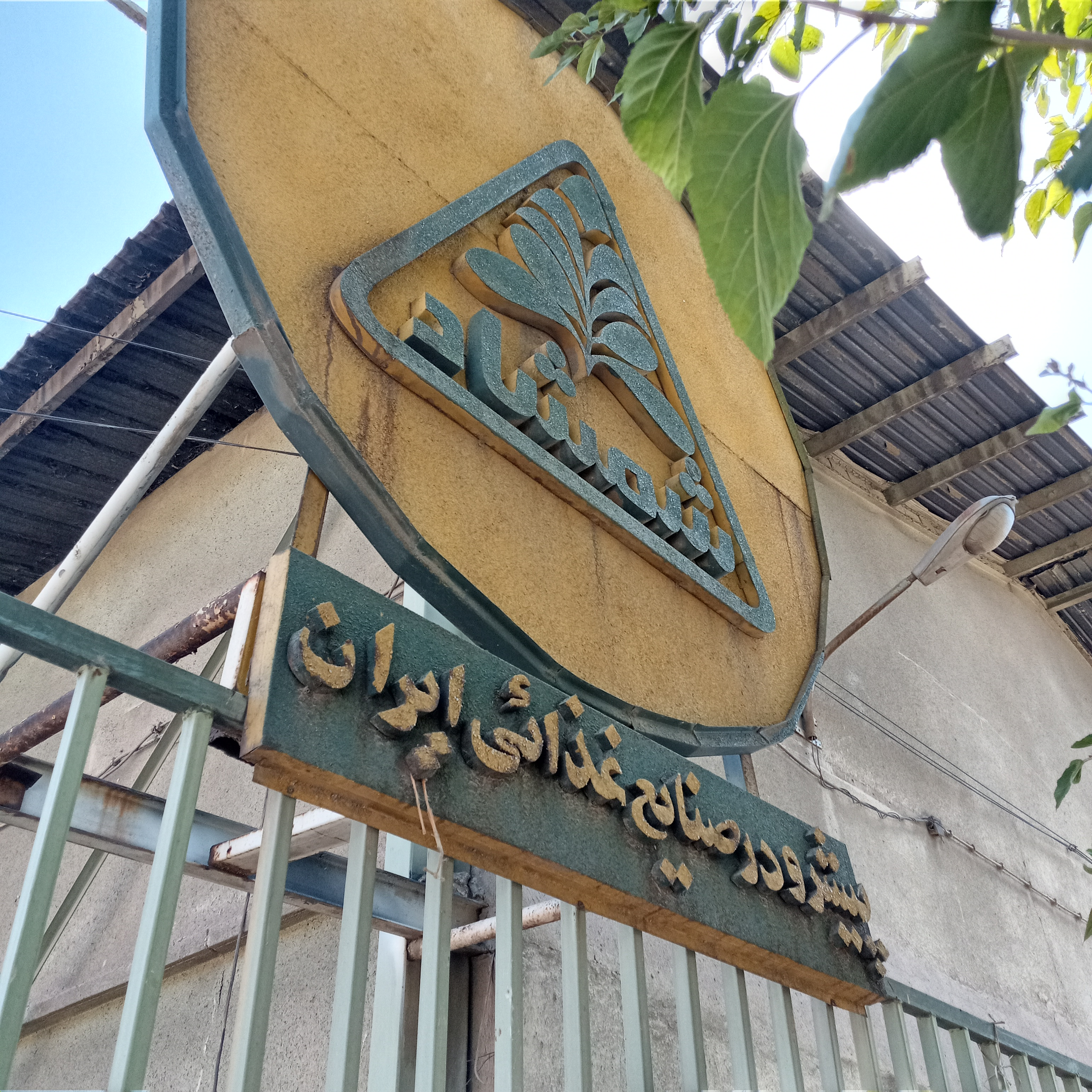
کارخانه کنسروسازی شمشاد از کارخانه‌های قدیمی که در حاشیه جاده محمدشهر ساخته شد

در سال ۱۳۵۵ جمعیت ساکن در دهستان محمدآباد بالغ بر ۱۱٫۵۰۰ نفر که سه در ۹ نقطه مسکونی ساکن بودند افزایش یافت. در دوره ده ساله ۱۳۵۵ تا ۱۳۶۵ که مصادف با انقلاب ۱۳۵۷ و جنگ ایران و عراق می‌شد این منطقه دستخوش تحولات گسترده‌ای گردید. جمعیت ۱۱٫۵۰۰ نفری این محدوده به ۳۹٫۳۹۰ نفر افزایش یافت، در این دوره با افزایش تقاضای نیروی کار در تهران و کرج و جریان‌های مهاجرتی که عمدتاً خارج از استان بودند باعث رشد سه برابری جمعیت این محدوده گردید.

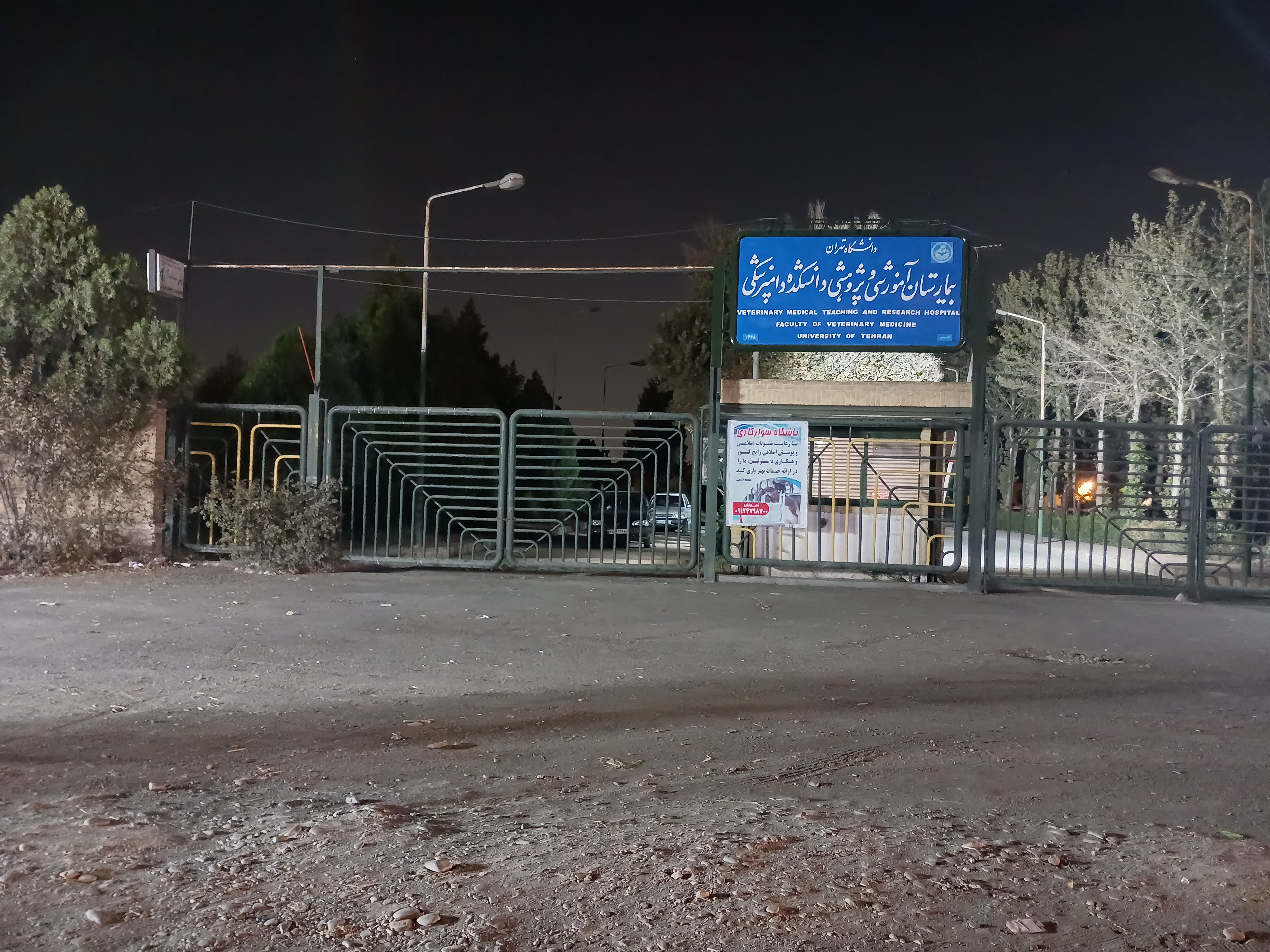
بیمارستان دامپزشکی دانشگاه تهران که در دهه ۶۰ در محمدشهر تأسیس شد

در این دوره سازمان‌ها و موسسات دولتی به منظور پاسخگویی به نیاز کارکنان خود کرده شهرکهایی در این محدوده ایجاد کردند.
ایجاد موسات دولتی در این روستاها از جمله چندین پادگان، مراکز کشاورزی وابسته به دولت و سایر شرکتهای دولتی به توسعه محمدشهر کمک کردند.
در دوره ۱۳۶۵ تا ۱۳۷۵ جمعیت این شهر تحت تأثیر عوامل قبلی ذکر شده به بیش از ۶۵ هزار نفر افزایش یافت که در نهایت در تابستان ۱۳۷۵ محمدشهر از پیوستن ۱۶ نقطه سکونتی به وجود آمد. در دهه‌های بعدی رشد جمعیت همچنان افزایشی بود در سال ۱۳۸۵ جمعیت شهر به به ۸۳٫۲۷۲ نفر و در سال ۱۳۹۵ به ۱۱۹٫۴۶۸ نفر افزایش یافت.

## جغرافیا

### جغرافیای سیاسی
محمدشهر تابع بخش مرکزی شهرستان کرج، استان البرز است.

### جغرافیای طبیعی
محمدشهر در طول ۵۰/۵۵ و عرض ۳۵/۴۶ جغرافیایی قرار دارد. محمدشهر با آب و هوا معتدل در دشت‌های آبرفتی جنوب رشته‌کوه البرز در ارتفاع ۱۳۲۰ متری از سطح دریا واقع است. محمدشهر به خاطر کمبود بارش‌ها، پوشش گیاهی طبیعی قابل توجهی ندارد اما در مناطق مجاور با مهرشهر و مشکین‌دشت باغات و زمین‌های کشاورزی قابل توجهی وجود دارد. مساحت این شهر ۲۳۲۰ هکتار است.

### ساختار شهری
محمدشهر از شمال به منطقه ۲ شهرداری کرج، از شرق با مشکین‌دشت، از غرب به مهرشهر و از جنوب به ماهدشت محدود می‌شود.
جاده کرج - ماهدشت اصلی‌ترین محور این شهر است. که از حد شرقی محمدشهر می‌گذرد و عمده منطقه شهری در غرب این جاده ساخته شده است.
محمدشهر از چهار بخش اصلی تشکیل شده است، در شمال محلات محمدآباد، دشت بهشت و تپه قشلاق قرار دارند، در میانه شهر محلات ولدآباد و یزدی‌ها و چند محله کوچک قرار دارند، دو گستره دیگر که دورتر از مناطق دیگر قرار دارند شامل جعفرآباد و عباس‌آباد می‌شوند که کمتر توسعه یافته‌اند.

## زیرساخت

### حمل و نقل
جاده محمدشهر از شمال به آزادراه تهران - کرج و از جنوب به بزرگراه ۳۸ ایران متصل است که محمدشهر را از نظر حمل و نقل جاده‌ای در موقعیت مطلوبی قرار داده است.

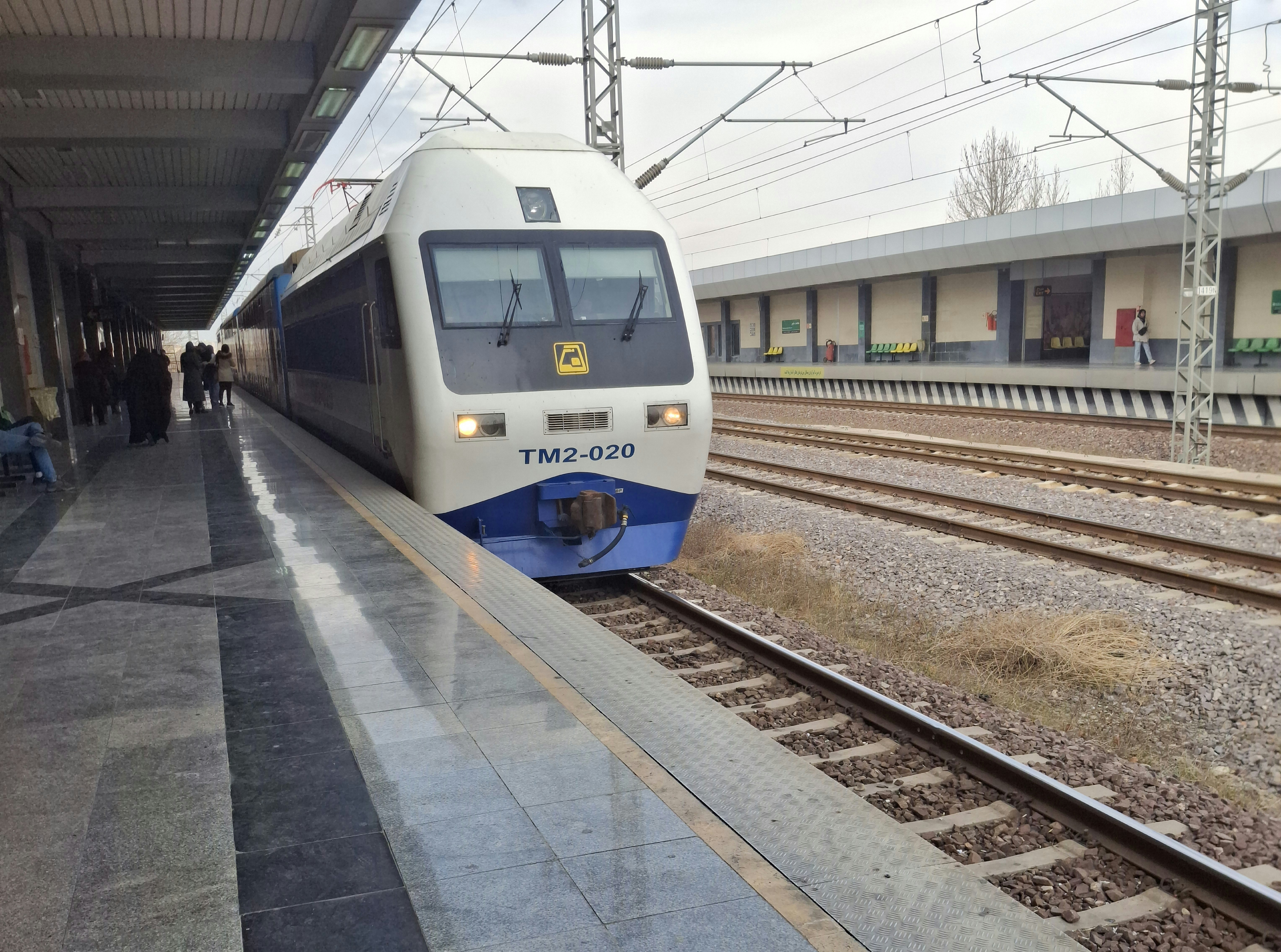
مترو محمدشهر

این شهر همچنین دارای یک ایستگاه مترو در خط ۵ متروی تهران است که در سال ۱۳۸۹ افتتاح شد.

## جمعیت
بر اساس سرشماری نفوس و مسکن سال ۱۳۹۵ جمعیت محمدشهر ۱۱۹٫۴۶۸ نفر بوده است.